# لاک‌پشت خزری
لاک‌پشت خزری یا لاک‌پشت برکه‌ای خزری (Mauremys caspica) گونه‌ای لاک‌پشت است که در تیره لاک‌پشت‌های برکه‌ای اوراسیا قرار دارد. این لاک پشت در مناطق شرقی مدیترانه و جنوب غربی شوروی سابق تا مرکز ایران و کشورهای عربستان، بحرین، لبنان، فلسطین و همچنین در بخش‌هایی از ترکیه، بلغارستان، یوگسلاوی سابق و قبرس پراکندگی دارد.

## شرح
این لاک پشت نیمه آبزی بوده و طول لاک این گونه به ۲۵ سانتی‌متر می‌رسد و رنگ لاک آن قهوه‌ای، خاکستری یا زیتونی و تیره و در سطح شکمی و گردن و دم دارای رگه‌هایی از رنگ زرد و کرمی و خاکستری است.
این لاک پشت دارای ۵۲ کروموزوم بوده و جنس ماده کمی بزرگ‌تر از جنس نر بوده و دارای دُم کوتاه تری است. تا کنون چهار زیرگونه ی مختلف از لاک پشت‌های خزری به ثبت رسیده‌اند.
لاک پشت‌های خزری معمولاً در مناطقی که دارای آب شیرین دائمی هستند یافت می‌شوند. البته با زندگی در آب‌های لب‌شور نیز سازگاری دارند. تولید مثل آن‌ها معمولاً در اوایل بهار انجام می‌شود اما ممکن است در پاییز نیز تولید مثل داشته باشند. تعداد تخم‌ها بین چهار تا شش عدد است. نوزادان و لاک پشت‌های جوان گوشتخوار هستند و از بی مهرگان، حشرات، دوزیستان کوچک، مردار و بقایای سایر جانوران تغذیه می‌کنند. به مرور زمان با رشد نوزادان رژیم غذایی آن‌ها تغییر کرده و همه چیزخوار می‌شوند و با افزایش سن، لاک پشت‌ها تمایل بیشتری به گیاه‌خواری پیدا می‌کنند.

## در ایران
لاک‌پشت خزری در ایران ساکن استانهای شمالی، غربی، جنوب غرب، گیلان، مازندران، آذربایجان شرقی و غربی، کردستان، کرمانشاه، ایلام، خوزستان، لرستان و فارس است.

## ویرایش
1. ↑  Fritz Uwe (۲۰۰۷). «Checklist of Chelonians of the World». Vertebrate Zoology. ۵۷ (۲): ۲۲۸–۲۲۹. بایگانی‌شده از اصلی (PDF) در ۲۰۱۰-۱۲-۱۷. دریافت‌شده در ۲۹ مه ۲۰۱۲. از پارامتر ناشناخته |coauthors= صرف نظر شد (|author= پیشنهاد می‌شود) (کمک)
2. ↑  «Tortoise Trust Web - Mauremys turtles of the Mediterranean». www.tortoisetrust.org. دریافت‌شده در ۲۰۲۰-۱۰-۰۶.

- لاک‌پشت برکه ای خزری irandeserts.com